# Bolesław Leśmian
Bolesław Leśmian (Varsavia, 22 gennaio 1877 – Varsavia, 5 novembre 1937) è stato un poeta polacco.
Esordì con un breve libro di versi, Frutteto di crocevia (1912), che passò inosservato. Scarso successo toccò anche alle ricercate trasposizioni polacche di alcune favole delle Mille e una notte (1913). Solo con  Prateria (1920) suscitò interesse e consensi. Seguirono Benda ombrosa (1936) e, postumi, Accadimento boschivo (1938) e Leggende polacche (1956).
Bolesław Leśmian filtra la realtà attraverso il prisma del sogno, trasformandola in immagini oblique e scintillanti, non di rado grottesche. Il suo stile è assai elaborato, ricco di metafore e neologismi.